# Tetrapterys schiedeana
Tetrapterys schiedeana là một loài thực vật có hoa trong họ Malpighiaceae. Loài này được Schltdl. & Cham. miêu tả khoa học đầu tiên năm 1830.